# Vrouwenbeweging in Rotterdam
De vrouwenbeweging in Rotterdam verwijst naar de maatschappelijke beweging in de Nederlandse stad Rotterdam die ijvert voor verbetering van vrouwenrechten.
In de jaren 1960 en 2000 hebben vele Rotterdamse vrouwen, verenigd in allerlei actiegroepen, belangenorganisaties en welzijnsinstellingen zich als onderdeel van de vrouwenbeweging door de jaren heen hard gemaakt voor vrouwenrechten, het tegengaan van huiselijk geweld, straatintimidatie, verkrachting en mishandeling, de toegankelijkheid van vrije abortus en anticonceptie, gelijk werk, inkomen en betaling, het tegengaan van traditionele man-vrouw rolpatronen, de toegang tot scholing en het tegengaan van stereotypering en (over)seksualisering van vrouwen.
Binnen de vrouwenbeweging zijn verschillende groepen actief (geweest) waaronder: 'Vrouwenhuis Rotterdam', 'Rotterdamse Vrouwenraad', 'Vrouwenrechtswinkel Rotterdam', 'Technika 10', 'Casa Tiberias', 'Hindoestaanse Vrouwen Rotterdam', 'Turks Cultureel Centrum voor Vrouwen', 'Surinaams Vrouwen Overleg Rotterdam' en 'Stichting Marokkaans en Arabisch Cultureel Centrum voor vrouwen' (SMACCV). Veel van deze organisaties zijn na ingrijpen van de gemeente Rotterdam in 2006 overgegaan in 'Stichting Dona Daria'.